# Longistriata
Longistriata is een monotypisch geslacht van schimmels behorend tot de familie Boletaceae. Het bevat alleen Longistriata flava.